# La Estrella (Chapare)
La Estrella ist eine Ortschaft im Departamento Cochabamba im südamerikanischen Andenstaat Bolivien.

## Lage im Nahraum
La Estrella ist eine Streusiedlung im südlichen TIPNIS-Kolonisationsgebiet im Municipio Villa Tunari in der Provinz Chapare. Die Ortschaft liegt auf einer Höhe von 227 m zwei Kilometer nordwestlich des Río Eterazama, der flussabwärts in den Río Isiboro mündet.

## Geographie
La Estrella liegt im bolivianischen Tiefland am Nordrand der Cordillera Oriental. Das Klima ist tropisch mit einem ausgeprägten Tageszeitenklima.
Die jährliche Durchschnittstemperatur im langjährigen Mittel liegt bei knapp 27 °C, die Monatstemperaturen liegen zwischen gut 23 °C im Juli und knapp 29 °C im Dezember und Januar (siehe Klimadiagramm Villa Tunari). Der Jahresniederschlag mit 2300 mm weist eine deutliche Regenzeit von Oktober bis April auf, mit Monatsniederschlägen zwischen 160 und 380 mm.

## Verkehrsnetz
La Estrella liegt in einer Entfernung von 213 Straßenkilometern nordöstlich von Cochabamba, der Hauptstadt des Departamentos.
Südöstlich von La Estrella führt die 1657 Kilometer lange Nationalstraße Ruta 4 vorbei, die das Land von Westen nach Osten durchquert. Sie führt von Tambo Quemado an der chilenischen Grenze über Cochabamba und Sacaba nach Villa Tunari und weiter über Santa Cruz nach Puerto Suárez an der brasilianischen Grenze. Zwei Kilometer östlich von Villa Tunari vor der Flussbrücke über den Río Chapare zweigt die Ruta 24 in nördlicher Richtung von der Ruta 4 ab und erreicht über Eterazama nach 33 Kilometern Samuzabety. Von der Brücke des Río Samusabety aus folgt man der Ruta 4 weitere drei Kilometer und biegt dann in eine nach Nordosten führende Landstraße ab, die nach weiteren vierzehn Kilometern La Estrella erreicht.

## Bevölkerung
Die Einwohnerzahl der Ortschaft ist im Jahrzehnt zwischen den beiden letzten Volkszählungen auf mehr als das Doppelte angestiegen angestiegen:
| Jahr | Einwohner         | Quelle       |
| ---- | ----------------- | ------------ |
| 1992 | keine Detaildaten | Volkszählung |
| 2001 | 237               | Volkszählung |
| 2012 | 612               | Volkszählung |
| 2024 |                   | Volkszählung |

Die Region weist einen deutlichen Anteil an Quechua-Bevölkerung auf, im Municipio Villa Tunari sprechen 83,5 Prozent der Bevölkerung Quechua.